# Institute FC
Institute Football Club är ett nordirländskt fotbollslag och spelar i NIFL Championship. Fotbollsklubb grundades 1905. 

## Meriter
- NIFL Championship[1]
  - Vinnare (0):
- Irish Cup[2]
  - Vinnare (0):
- Irish League Cup[3]
  - Vinnare (0):

## Trikåer
Hemmakit
| Hemmaställ | Hemmaställ | Hemmaställ | Hemmaställ |

## Placering tidigare säsonger
| Säsong  | Nivå | Liga              | Placering | Referens      | Notering                          |
| ------- | ---- | ----------------- | --------- | ------------- | --------------------------------- |
| 2009/10 | 1    | NIFL Premiership  | 12        | [ 4 ]         | Nedflyttad till NIFL Championship |
| 2010/11 | 2    | NIFL Championship | 8         | [ 5 ]         |                                   |
| 2011/12 | 2    | NIFL Championship | 3         | [ 6 ]         |                                   |
| 2012/13 | 2    | NIFL Championship | 3         | [ 7 ]         |                                   |
| 2013/14 | 2    | NIFL Championship | 1         | [ 8 ]         |                                   |
| 2014/15 | 1    | NIFL Premiership  | 12        | [ 9 ]         | Nedflyttad till NIFL Championship |
| 2015/16 | 2    | NIFL Championship | 5         | [ 10 ]        |                                   |
| 2016/17 | 2    | NIFL Championship | 2         | [ 11 ]        |                                   |
| 2017/18 | 2    | NIFL Championship | 1         | [ 12 ]        | Uppflyttad till NIFL Premiership  |
| 2018/19 | 1    | NIFL Premiership  | 8         | [ 13 ]        |                                   |
| 2019/20 | 1    | NIFL Premiership  | 12        | [ 14 ] [ 15 ] | Nedflyttad till NIFL Championship |
| 2020/21 | 2    | NIFL Championship | x         | [ 16 ]        | Uppflyttad till NIFL Premiership  |
| 2021/22 | 2    | NIFL Championship | 9         | [ 17 ]        |                                   |
| 2022/23 | 2    | NIFL Championship | 11        | [ 18 ]        |                                   |
| 2023/24 | 2    | NIFL Championship | 2         | [ 19 ]        |                                   |
| 2024/25 | 2    | NIFL Championship | 7         | [ 20 ]        |                                   |